# Ostrowski-prijs
De Ostrowski Prize is een wiskundige prijs die in elk oneven jaar wordt uitgereikt door een internationale jury van de universiteiten van Bazel, Jeruzalem en Waterloo, en de koninklijke academies van Denemarken en Nederland. De prijs is vernoemd naar Alexander Ostrowski, een voormalige hoogleraar die verbonden was aan de Universiteit van Bazel. Hij bepaalde dat zijn nalatenschap moest worden gebruikt om een prijs te financieren voor uitmuntende prestaties in de zuivere wiskunde en de grondslagen van de numerieke wiskunde. Aan de prijs is een geldbedrag van 100.000 Zwitserse frank verbonden.
De prijs wordt vanaf 1989 uitgereikt. De winnaars tot nu toe waren: 
- 1989:	Louis de Branges (Frankrijk, VS)
- 1991:	Jean Bourgain (België)
- 1993:	Miklós Laczkovich (Hongarije) en Marina Ratner (Rusland, VS)
- 1995:	Andrew J. Wiles (Verenigd Koninkrijk)
- 1997:	Yuri V. Nesterenko (Rusland) en Gilles I. Pisier (Frankrijk)
- 1999:	Alexander A. Beilinson (Rusland, VS) en Helmut H. Hofer (Zwitserland, VS)
- 2001:	Henryk Iwaniec (Polen, VS) en Peter Sarnak (Zuid-Afrika, VS) en Richard L. Taylor (Verenigd Koninkrijk, VS)
- 2003:	Paul Seymour (Verenigd Koninkrijk)
- 2005:	Ben Green (Verenigd Koninkrijk) en Terence Tao (Australië, VS)
- 2007: Oded Schramm (Israël, VS)
- 2009: Sorin Popa (Roemenië, VS)
- 2011: Ib Madsen (Denemarken), David Preiss (Verenigd Koninkrijk) en Kannan Soundararajan (India, VS)
- 2013: Yitang Zhang (VS)[1]
- 2015: Peter Scholze (Duitsland)
- 2017: Akshay Venkatesh (India, Australië)
- 2019: Assaf Naor (Israël / VS)

## Voetnoten
1. ↑  Ostrowski Prize